# Antonio Peñalver
Pour les articles homonymes, voir Penalver.
Antonio Peñalver Asensio, né le 1er décembre 1968 à Alhama de Murcia, est un ancien athlète espagnol, spécialiste du décathlon.

## Carrière
Son meilleur résultat est une médaille d'argent aux Jeux olympiques de Barcelone en 1992, l'année où il a battu son record personnel avec 8 478 points à Alhama de Murcia (24/05/1992).

## Palmarès

### Jeux olympiques d'été
- Athlétisme aux Jeux olympiques de 1992 à Barcelone,  Espagne
  -  Médaille d'argent du décathlon

### Championnats d'Europe d'athlétisme en salle
- Championnats d'Europe d'athlétisme en salle 1992 à Gênes,  Italie
  -  Médaille de bronze de l'heptathlon